# Karl Philipp Friedrich Arnsperger
Karl Philipp Friedrich Arnsperger (* 17. Februar 1791 in Heidelberg; † 1. Oktober 1853 ebenda) war ein badischer Forstbeamter.

## Werdegang
Arnsperger begann 1807 das Studium der Kameralwissenschaft und naturwissenschaftlichen Fächer an der Universität Heidelberg, u. a. bei Christoph Wilhelm Gatterer. Bereits 1809 trat er dann in die forstliche Ausbildung bei Christian Peter Laurop in Karlsruhe ein und war seither an verschiedenen Stellen im Forstwesen tätig.
Er war ab 1834 Forstrat der Forstpolizeidirektion Karlsruhe, ab 1848 Oberforstmeister des Forstamts Bruchsal und ab 1849 Leiter der Forstinspektion Heidelberg.
In den Jahren 1846 bis 1848 war er außerdem als Abgeordneter Mitglied der zweiten Kammer der Landstände in Baden.
Er war maßgeblich an der Gestaltung des badischen Forstgesetzes beteiligt und Verfasser mehrerer Fachbücher. 1838 war er mit Karl Gebhard Mitbegründer der Forstlichen Zeitschrift für Baden und gehörte mehreren wissenschaftlichen Gesellschaften an.

## Veröffentlichungen
- Die forstpolizeiliche Beaufsichtigung der Privatwaldungen im Großherzogthum Baden. Aus dem Standpunkte der Erfahrung betrachtet. Braun, Carlsruhe 1838.
- Die Forsttaxation behufs der Servitutablösung, Waldtheilung und Waldwerthberechnung. Braun, Karlsruhe 1841.
- Das Verfahren bei der Taxation der Forstdomänen im Großherzogthum Baden. Braun, Karlsruhe 1846.
- Zwei neue sehr seltene Mineralien in Baden In: Gustav von Leonhard: Beiträge zur mineralogisch-geognostischen Kenntniß Badens. 1853–1854, 3 Bde. (Band I. 1853 S. 95–96)
- Nachtrag zu den Mineralien Badens und ihren Vorkommen In: Gustav von Leonhard: Beiträge zur mineralogisch-geognostischen Kenntniß Badens. 1853–1854, 3 Bde. (Band I. 1853 S. 94–95)
- Der bunte Sandstein im Grossherzogthum Baden In: Gustav von Leonhard: Beiträge zur mineralogisch-geognostischen Kenntniß Badens. 1853–1854, 3 Bde. (Band I. 1853 S. 33 ff)[1]